# 长尾蝶参
长尾蝶参（学名：Psychropotes longicauda）为蝶参科蝶参属的动物。分布于遍布以及中国大陆的南海深海海域等地，常生活于水深1100-5173米的泥底。该物种的模式产地在大洋洲南部海域。
种加词 longicauda 意为“长尾的”。